# Еденилсон Бергонси
Еденилсон Бергонси (роден на 13 септември 1987 в Карлос Барбоса) е бразилски футболист, който играе в Ешпорте Клубе като дефанзивен халф.

## Кариера
Еденилсон започва своята кариера в родината си Бразилия, където играе последователно в Моджи Мирим, Еспортиво, Керамика, Бразил де Пелоташ и Жувентуде. Най-високото ниво, на което играе в страната си е Серия Б. През сезон 2009 записва 3 мача за Жувентуде във второто ниво на бразилския футбол.
През лятото на 2010 г. Еденилсон е привлечен в италианския клуб Варезе, но не успява да се наложи в първия състав. Записва три двубоя за юношеската селекция в Примаверата – играе в мачове срещу Милан, Аталанта и Читадела.
През януари 2011 г. Еденилсон напуска Варезе и преминава в белгийския втородивизионен ФК Брюксел. До края на сезона има силни изяви, записвайки 11 мача и 2 гола. С представянето си привлича вниманието на скаутите на местния гранд Стандард Лиеж и през юни 2011 г. е привлечен в този клуб. Там обаче е твърда резерва, като дори не попада в групата на отбора за мачовете. За един сезон не записва нито едно участие и през лятото на 2012 г. подписва с Черно море (Варна).
На „Тича“ Еденилсон изиграва силен първи сезон, в който е твърд титуляр. Записва 24 участия в А група и бележи 5 гола.
След като договора му с Черно море изтича, на 19 юни 2014 г. Бергонски подписва като свободен агент контракт с ЦСКА (София) за 1 година.